# Michael Korb
Michael Korb (* 17. August 1963 in München) ist ein ehemaliger deutscher Fußballspieler. Seine Körpergröße beträgt 1,84 m. Er spielte zuletzt in der 2. Bundesliga in der Saison 1989/90 für die SG Union Solingen im Mittelfeld.

## Karriere
In der Jugend spielte Korb für den FV Engers 07 und die TuS Koblenz.
Korb wechselte 1982 mit 19 Jahren von der TuS Koblenz zum MSV Duisburg in die 2. Bundesliga und spielte dort in der Saison 1982/83, wobei er in 16 Spielen ein Tor erzielte. Zum 31. August 1983 verließ er den MSV Duisburg. Korb wechselte zur Saison 1984/85 in die Oberliga Nordrhein zu Rot-Weiss Essen und später zu Schwarz-Weiß Essen. In den Spielzeiten 1987/88 und 1988/89 spielte er für die SG Union Solingen in der 2. Bundesliga, für die er in 69 Spielen vier Tore schoss. 1989 kehrte er von Solingen zu Schwarz-Weiß Essen zurück, wo er acht Jahre später nach einem Bruch der Kniescheibe seine Profikarriere beendete.
Korb bestritt insgesamt 85 Zweitligaspiele und schoss dabei fünf Tore. Im DFB-Pokal gelang ihm in neun Einsätzen ein Tor.
Für Borussia Mönchengladbach ist Korb als Scout tätig.

## Privates
Korbs Sohn Julian ist ebenfalls Profifußballer.